# Matrioshki : Le Trafic de la honte
Matrioshki : Le Trafic de la honte (Matroesjka's) est une série télévisée belge en 20 épisodes de 45 minutes, inspirée de faits réels, créée par Marc Punt et Guy Goossens et diffusée en néerlandais entre le 5 janvier 2005 et le 9 décembre 2008 sur VTM et en français sur BeTV (aussi au Luxembourg).
En France, la série a été diffusée à partir du 23 juin 2005 sur M6.

## Synopsis

### Première saison (2005)
Cette série raconte l'histoire vraie d'un groupe de jeunes filles russes et lituaniennes venues en Europe passer un casting pour une compagnie de danse. Ce casting mené par deux Belges se révèle être un faux : après avoir signé un contrat rédigé en grec, langue qu'elles ne comprennent pas, les jeunes filles sont emmenées à Chypre où on leur apprend le striptease, avant de les emmener dans des boîtes à Anvers. Leur passeport confisqué, les filles se voient contraintes de danser, et parfois de se prostituer, se faire martyriser, pour gagner l'argent nécessaire au remboursement des frais de voyage et de « formation ».
Un journaliste belge, Nicolas, tente de démasquer cette « traite des Blanches », en vain. En effet, les proxénètes bénéficient de complices dans la police corrompue et n'hésitent pas à menacer et même à tuer ceux qui pourraient nuire à leur trafic ou refusent d'y participer.

### Deuxième saison (2008)
La saison se déroule trois ans plus tard, lorsque des personnes de la première saison sortent de prison et vont en Thaïlande.
Traitant cette fois non plus exclusivement de la prostitution des filles de l'Europe de l'Est sur le vieux continent, mais également du trafic de jeunes filles asiatiques amenées en Occident pour se prostituer, parfois forcées par leurs familles, cela montre le problème global et massif du trafic d'êtres humains, l'une des « industries » les plus lucratives à l'heure actuelle.
Les trafiquants Ray van Melechen et Eddy Stroefs sortent de prison, après la peine de trois ans qui leur avait été infligée dans la première saison, pour découvrir que leur partenaire d'alors, Jan Verplancke, est parti avec tout leur argent en Thaïlande.  Ils s'envolent alors pour la Thaïlande, mais Verplancke ne leur redonne pas l'argent. A la place, il leur propose de jeunes filles thaïlandaises. Mais les choses ont changé en trois ans : le marché s'est élargi, et de nouveaux groupes de trafiquants veulent une part du gâteau.  La seule chose que ces filles ont en commun, est qu'elles se prostituent pour aider leur famille.
Ainsi que le spécifie le synopsis : « Le trafic de femmes est toujours un bon business : il y a toujours des « produits » disponibles et à bon marché, les risques sont bas, et les profits extrêmement élevés. (...) le trafic d'êtres humains est la troisième plus haute source de profits au monde, après la vente d'armes et la vente de drogue. ».

## Distribution
- Peter Van Den Begin (VF : Philippe Vincent) : Raymond Van Mechelen
- Wim Opbrouck (VF : Jacques Bouanich) : Mike Simons
- Luk Wijns (VF : Nicolas Marié) : Eddy Stoefs
- Axel Daeseleire (VF : Pascal Casanova) : Jan Verplancke
- Manou Kersting : Danny Bols
- Tom Van Dyck (VF : Tony Joudrier) : Vincent Dockx
- Lucas van den Eijnde (VF : Guillaume Orsat) : Nico Maes
- Ievguenia Brik (VF : Laurence Dourlens) : Kalinka
- Lyubov Tolkalina (VF : Céline Mauge) : Olga
- Mila Lipner : Deborah
- Zemyna Asmontaite : Daria
- Mark Van Eeghem : Marc Camps
- Frank Aendenboom : John Dockx
- Vilma Raubaite : Kasandra
- Dainius Kazlauskas : Arnas Jarasunas
- Veerle Dejonghe : Esther Van De Walle
- Stany Crets : Clem De Donder
- Hilde Heijnen : Laura Keyser
- Zorina Tanasova : Irina
- Svetlana Vladimirovna : Luna

## Commentaires
La musique du générique de la saison  est « Post-Modern Sleaze » de Sneaker Pimps
Amnesty International a utilisé certaines séquences de cette série pour illustrer des messages diffusés dans des pays d'Europe, particulièrement de l'Est, pour prévenir les jeunes filles de ce genre de pratiques.
Une seconde saison, Matrioshki 2, sortie en 2008, met en scène les mêmes personnages, trois ans plus tard à leur sortie de prison, en s'intéressant cette fois aux trafics d'êtres humain au départ de Thaïlande.